# 이창환 (축구인)
이창환(1970년 1월 22일 ~ )은 대한민국의 축구인이다. 현역 시절 한일은행에서 선수 생활을 했으며, 2007년 서울 유나이티드 FC 수석 코치로 임명된 뒤 2009년 감독으로 선임되었다.
이후 풋살팀인 FS 서울의 감독을 맡았으며, 2011년부터 대한민국 풋살 국가대표팀의 지휘봉을 잡았다가 2013년 라울 에스쿠데로가 감독으로 취임한 이후에는 코치로 내려가 활동하고 있다.
| 전임 임근재 | 제2대 서울 유나이티드 FC 감독 2009 | 후임 김강남 |